# Tjodulf Arnorsson
Tjodulf Arnorsson (Þjóðólfr Arnórsson), född omkring 1010, död 1066, var en isländsk furstelovskald hos kung Magnus den gode och dennes efterträdare Harald Hårdråde. Han stupade sannolikt i slaget vid Stamford Bridge år 1066. Tjodulfs bror var skalden Bölverk Arnorsson.

## Levnad
Tjodulf växte upp i Svarfaðardal på norra Island under mycket fattiga förhållanden, vilket, som Finnur Jónsson påpekar, inte behöver utesluta att han varit av god familj. Hans far hette troligen Arnor, vem modern var är det inte längre någon som vet. Han tycks dock ha fått en god uppfostran och visade tidigt god diktarförmåga. 
Troligen kom Tjodulf till Norge under Svein Alfivassons regering 1030–1035 eftersom han, enligt Skáldatal, skall ha diktat ett nu förlorat kväde om den danske hövdingen Harald Torkildsson som var i Norge vid denna tid. Senast år 1044 har han upptagits i Magnus den godes hird. Efter kungens död år 1047 har han anslutit sig till Harald Hårdråde, som satte så stort värde på hans konst att han kallade honom sin huvudskald. Tjodulfs förhållande till de övriga tretton skalder som enligt Skáldatal varit knutna till Harald, kan dock tidvis ha varit spänt. 

## Verk
Inget av Tjodulfs verk har bevarats i sin helhet. Flertalet av de strofer som överlevt finns i Morkinskinna, Fagrskinna och Heimskringla; de övriga i Hulda, Hrokkinskinna, Flateyjarbók och Skáldskaparmál. 
(Siffran inom parentes visar antalet strofer som har bevarats.)

### Magnúsflokkr (25)
Detta är ett hyllningskväde till Magnus den gode, diktat 1045 eller 1046 och framfört inför konungen själv. Kvädet följer Magnus väg från exilen i Holmgård till Norges kungatron; härtåget mot Danmark 1042, kampen mot venderna på Lyrskogsheden 1043, och striderna mot Sven Estridsson vid Århus 1044 och Helgenæs 1045.

### Runhenda um Harald harðráða (4)
Detta är ett fragment av en dikt om Harald Hårdråde på runhent (ändrimmat) versslag; i sista strofen omtalas kung Magnus död.

### Sexstefja (35)
En drapa med, som namnet antyder, ursprungligen sex omkvädesstrofer (stef), varav blott en har bevarats. Drapan, som diktades 1065, avhandlar kung Haralds hela livsgärning: hans deltagande som en mycket ung man i slaget vid Stiklastad, hans bedrifter i Sydeuropa, i väringagardet och i Afrika; återfärden till Norge och förlikningen med Magnus 1045 samt slaget vid Nissan 1062 och striden mot opländingarna 1063–1065. Detta är en äkta furstedikt, ett episkt kväde där skalden värderingsfritt men på ett konstfullt språk redovisar sin furstes liv. I en av stroferna sägs att det som berättas är "taget efter kungens egna ord". Dikten röjer också en ovanlig noggrannhet beträffande fakta. Ingen annan skald anför så många ortnamn, veckodagar och andra sakuppgifter för enskilda händelser som Tjodulf. 
Sexstefja utgör som det nu föreligger säkerligen endast en liten del av det ursprungliga verket.

### Lausavísur (27)
De flesta fristående dikter som finns kvar är också knutna till historiska händelser under Haralds regering. Det finns några undantag, som två smädeverser över Sneglu-Halle (Tjodulfs värste rival bland hirdskalderna) när han föråt sig på gröt, och ett par strofer om en smed och en garvare som råkat i slagsmål. I det senare fallet var det kungen själv som för att roa sig beställde dessa improvisationer: han visste att Tjodulf ogärna skaldade om triviala ting. Därför fick bråkmakarna i dikten ikläda sig rollen av Tor och Geirröd i kamp mot varandra och sedan fick de uppträda som Sigurd och Fafne.
Tjodulf tog sig själv och sin konst på största allvar och ville ogärna dikta om "låga" eller vardagliga ämnen. Detta kan nog ha uppfattats som högfärd, vilket bland annat framgår av Sneglu-Halles saga där Halle påminner honom om hans fattiga bakgrund. Tjodulf var också mycket känslig för kritik, vilket till och med kung Harald hade roligt åt. Likväl ansåg Harald honom vara sin främste hovskald. 
Tjodulfs egna åsikter döljs av den objektiva stilen, men hans politiska ideal tycks ha varit en stark kungamakt. Det var furstens uppgift att straffa och härska, och hovskaldens plikt att så sanningsenligt som möjligt – men i konstnärlig form – skildra furstens bedrifter.